# クレイ・ヘンズリー
クレイトン・アレン・ヘンズリー（Clayton Allen "Clay" Hensley , 1979年8月31日 - ）は、アメリカ合衆国テキサス州トンボール出身の元プロ野球選手（投手）。右投右打。

## 経歴
2002年のMLBドラフトでサンフランシスコ・ジャイアンツから8巡目（全体247位）で指名を受け入団。
2003年1月13日にマット・ハージェスとのトレードでサンディエゴ・パドレスへ移籍。
2005年4月5日に禁止薬物のアナボリックステロイドで陽性反応を示し、15試合の出場停止処分を受けた。7月20日のニューヨーク・メッツ戦でメジャーデビュー。5点ビハインドの7回裏から2番手として登板し、2回を投げ無安打無失点1四球1奪三振だった。9月27日のサンフランシスコ・ジャイアンツ戦でメジャー初勝利を挙げた。
2006年は先発投手として初の二ケタ勝利となる11勝を挙げた。
2007年は5月に故障者リストに入るなど13試合の登板にとどまり、2勝に終わった。
2008年は主に中継ぎとして32試合に登板したが、12月12日にFAとなった。
2009年1月5日にヒューストン・アストロズと契約。4月28日に解雇され、5月25日にフロリダ・マーリンズと契約し、傘下AAA級ニューオーリンズ・ゼファーズで8勝を挙げたが、一度もメジャーには昇格出来なかった。11月9日にFAとなったが、12月14日にマーリンズと再契約した。
2010年は2年ぶりとなるメジャー登板を果たした。チーム最多タイとなる68試合に登板して、3勝4敗7セーブ22ホールド、防御率2.16の好成績を残し、クローザーのレオ・ヌニェス（フアン・オビエド）へ繋ぐセットアッパーの役目を果たした。
2011年も37試合に登板したが、防御率5点台と結果が残せず、12月12日にFAとなった。
2012年1月26日に古巣・ジャイアンツと契約。60試合に登板したが、11月6日にFAとなった。
2013年2月11日、シンシナティ・レッズとマイナー契約を結び、スプリングトレーニングに招待選手として参加することになった。5月20日に自由契約となった。5月27日にミルウォーキー・ブルワーズとマイナー契約を結んだが、6月11日に自由契約となった。その後は独立リーグ・アトランティックリーグのシュガーランド・スキーターズでプレーした。
2014年1月21日にワシントン・ナショナルズとマイナー契約を結び、スプリングトレーニングに招待選手として参加することになったが、3月20日に放出された。その後はシュガーランド・スキーターズに再入団し3試合に登板したが、4月27日に現役を引退することを発表した。

## 詳細情報

### 年度別投手成績
| 年 度     | 球 団     | 登 板 | 先 発 | 完 投 | 完 封 | 無 四 球 | 勝 利 | 敗 戦 | セ 丨 ブ | ホ 丨 ル ド | 勝 率 | 打 者 | 投 球 回 | 被 安 打 | 被 本 塁 打 | 与 四 球 | 敬 遠 | 与 死 球 | 奪 三 振 | 暴 投 | ボ 丨 ク | 失 点 | 自 責 点 | 防 御 率 | W H I P |
| --------- | --------- | ----- | ----- | ----- | ----- | -------- | ----- | ----- | -------- | ----------- | ----- | ----- | -------- | -------- | ----------- | -------- | ----- | -------- | -------- | ----- | -------- | ----- | -------- | -------- | ------- |
| 2005      | SD        | 24    | 1     | 0     | 0     | 0        | 1     | 1     | 0        | 2           | .500  | 189   | 47.2     | 33       | 0           | 17       | 2     | 0        | 28       | 2     | 0        | 12    | 9        | 1.70     | 1.05    |
| 2006      | SD        | 37    | 29    | 1     | 1     | 0        | 11    | 12    | 0        | 1           | .478  | 787   | 187.0    | 174      | 15          | 76       | 7     | 3        | 122      | 3     | 0        | 82    | 77       | 3.71     | 1.34    |
| 2007      | SD        | 13    | 9     | 0     | 0     | 0        | 2     | 3     | 0        | 0           | .400  | 238   | 50.0     | 62       | 5           | 32       | 2     | 1        | 30       | 4     | 1        | 40    | 38       | 6.84     | 1.88    |
| 2008      | SD        | 32    | 1     | 0     | 0     | 0        | 1     | 2     | 0        | 3           | .333  | 173   | 39.0     | 36       | 2           | 25       | 3     | 1        | 26       | 1     | 0        | 27    | 23       | 5.31     | 1.56    |
| 2010      | FLA       | 68    | 0     | 0     | 0     | 0        | 3     | 4     | 7        | 22          | .428  | 307   | 75.0     | 54       | 3           | 29       | 4     | 4        | 77       | 2     | 0        | 20    | 18       | 2.16     | 1.11    |
| 2011      | FLA       | 37    | 9     | 0     | 0     | 0        | 6     | 7     | 0        | 8           | .461  | 297   | 67.2     | 62       | 9           | 30       | 1     | 4        | 46       | 0     | 0        | 41    | 39       | 5.19     | 1.36    |
| 2012      | SF        | 60    | 0     | 0     | 0     | 0        | 4     | 5     | 3        | 8           | .444  | 234   | 50.2     | 50       | 5           | 30       | 2     | 3        | 42       | 1     | 0        | 30    | 26       | 4.62     | 1.58    |
| 通算：7年 | 通算：7年 | 271   | 49    | 1     | 1     | 0        | 28    | 34    | 10       | 44          | .452  | 2225  | 517.0    | 471      | 39          | 239      | 21    | 16       | 371      | 13    | 1        | 252   | 230      | 4.00     | 1.37    |

- 2012年度シーズン終了時

### 背番号
- 52 （2005年 - 2007年）
- 34 （2008年、2012年）
- 32 （2010年 - 2011年）